# Viola leyboldiana
Viola leyboldiana är en violväxtart som beskrevs av Rodolfo Amando Philippi. Viola leyboldiana ingår i släktet violer, och familjen violväxter. Inga underarter finns listade i Catalogue of Life.